# St. Denis (Lüttich)

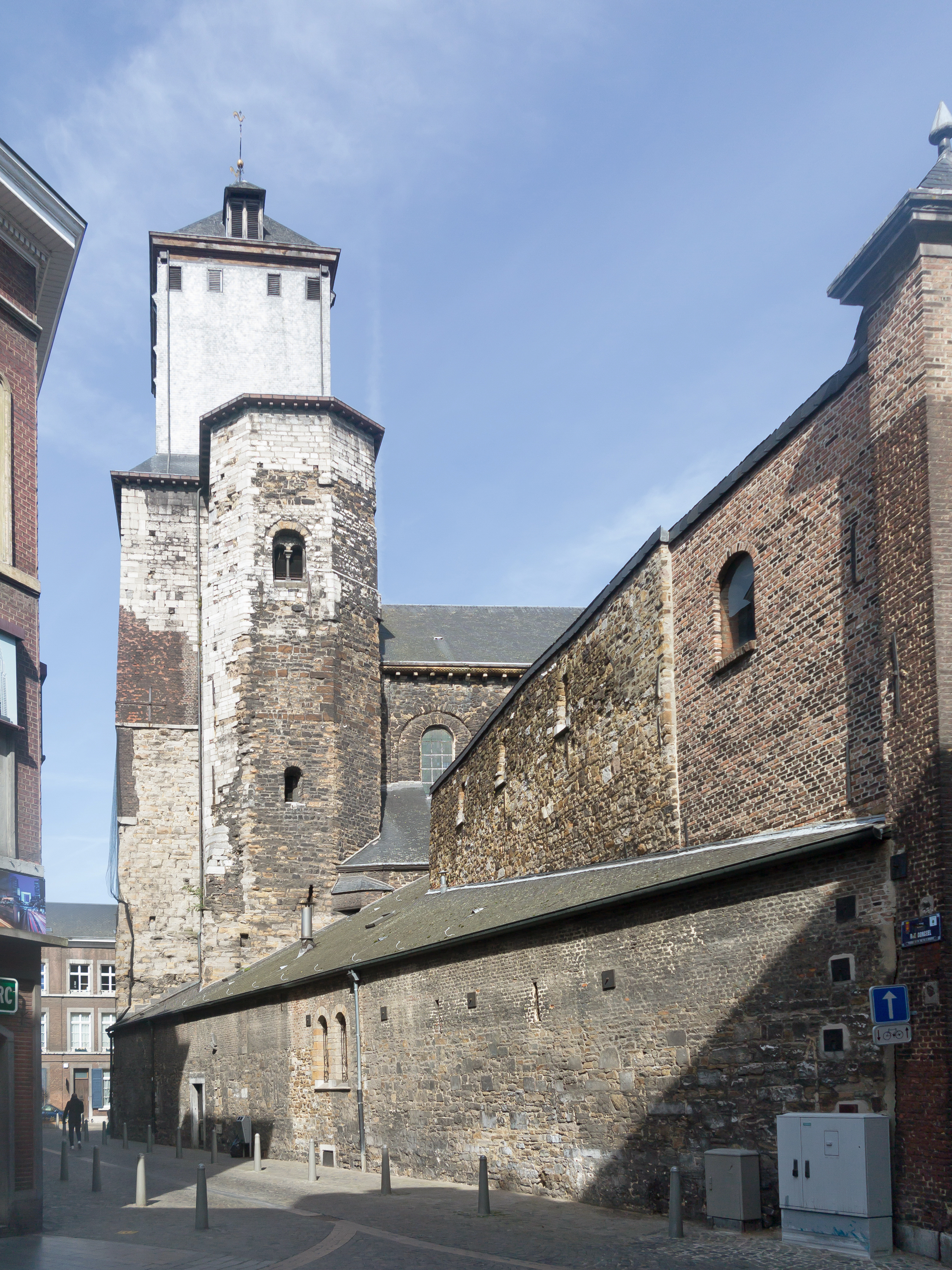
St. Denis in 2017

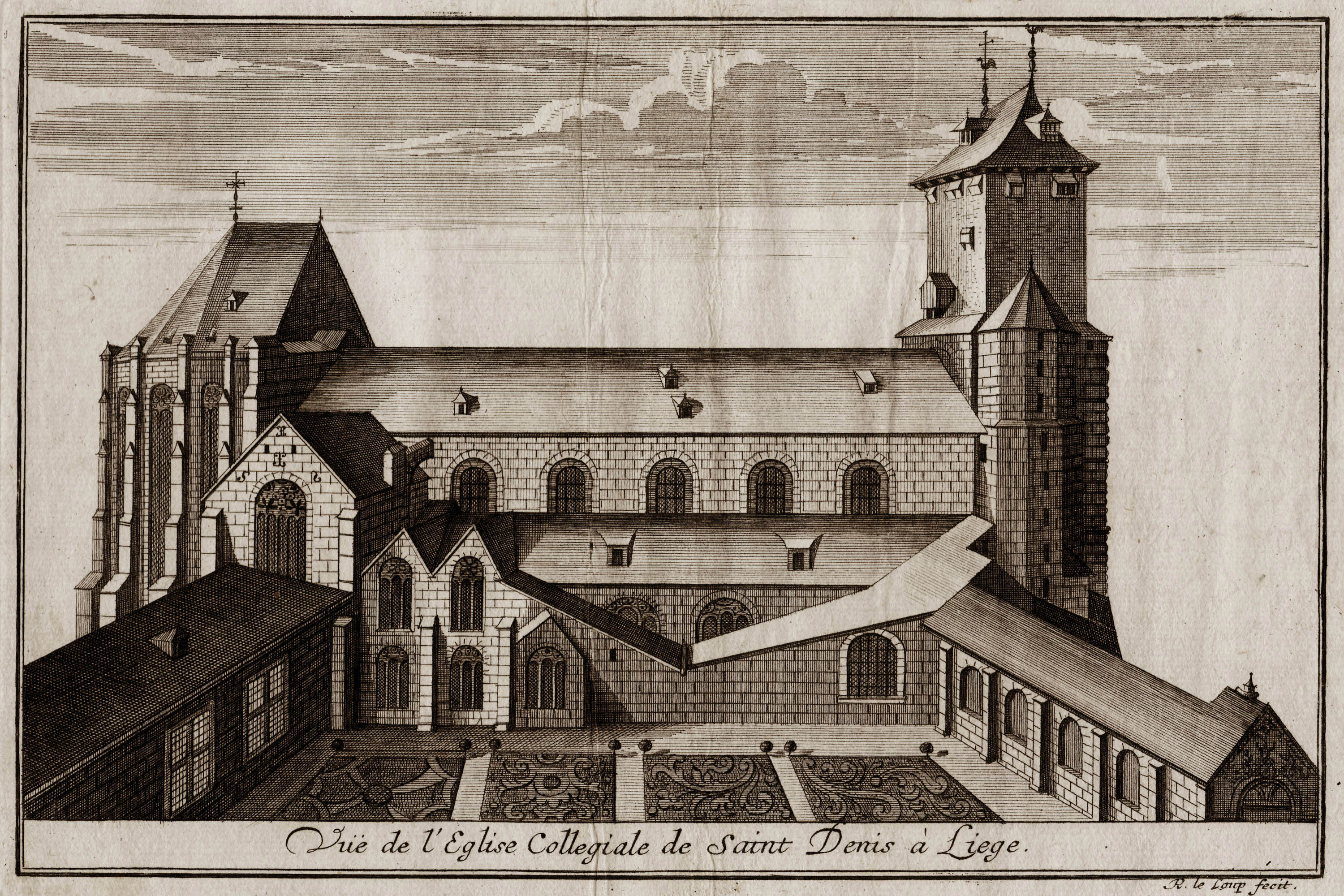
St. Denis auf einer Zeichnung von Remacle Leloup von 1739

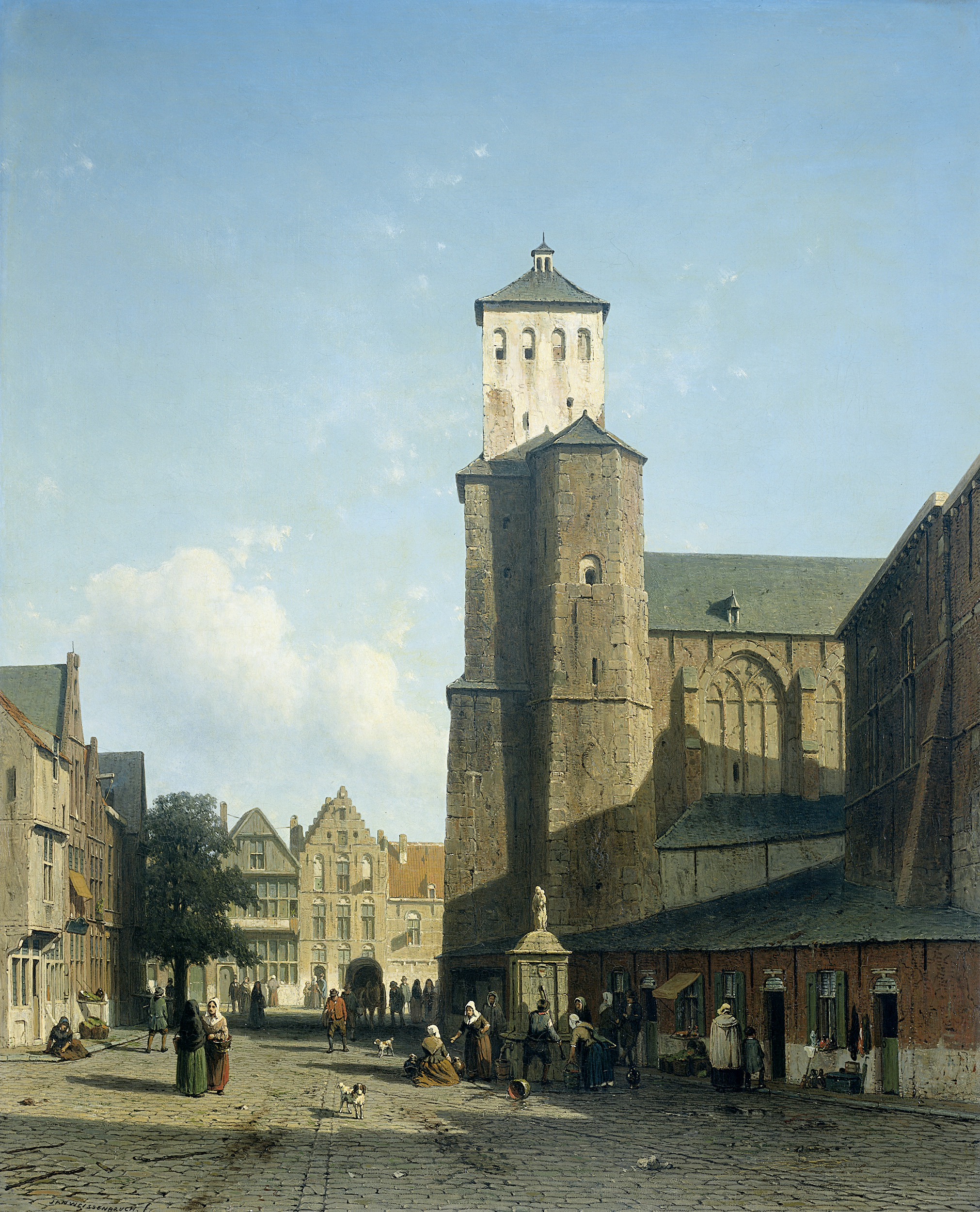
St. Denis auf einer Zeichnung von Jan Weissenbruch (ca. 1850–1860)

Die Kirche St. Denis (französisch Collégiale Saint-Denis de Liège) ist eine römisch-katholische Kirche in Lüttich in Belgien.
Die zum Bistum Lüttich gehörende ehemalige Kollegiatkirche ist dem Patrozinium des heiligen Dionysius von Paris unterstellt.
Das Kollegiatstift war eines von sieben Stiftskapiteln in Lüttich. Die anderen waren an der Kathedrale St. Paul, St. Peter, der Basilika St. Martin, St. Johannes, (der Evangelist), Heilig-Kreuz und St. Barthélemy.

## Geschichte
Die Kirche wurde 987 durch den Fürstbischof von Lüttich Notger gegründet. Die Kirche war Teil der ersten Stadtmauer und der schwere Turm, gebaut aus Kohlensandstein aus Eschweiler, war Teil der Verteidigung der Stadt. Studien über die Jahresringe im Holz der Dachbalken des Schiffes haben gezeigt, dass diese aus der Zeit 1012–1015 stammen. Der romanische Chor wurde zu Beginn des 15. Jahrhunderts durch den heutigen gotischen Chor ersetzt. Ende des 17. Jahrhunderts wurde das Innere der Kirche in Anlehnung an den damals vorherrschenden Barock umgebaut.
Nach der Revolution und der Aufhebung des Kapitels 1797 verlor St. Denis einen Teil seines Kirchenschatzes. Nach dem Konkordat von 1801 zwischen Napoleon Bonaparte und Papst Pius VII. öffnete sie ihre Türen als Pfarrei wieder.
Im Jahr 1987 wurde die Kirche restauriert.

## Ausstattung
Viele namhafte Künstler sind durch ihre Werke in der Kirche vertreten, u. a. Fenster von Jean-Baptiste Capronnier, die Maler Jules Helbig, Louis Counet und Édouard van Marcke und die Bildhauer Arnold de Hontoire und Jean Del Cour u.v.a.m.
Die Orgel der Kirche stammt aus der Orgelwerkstatt von Guillaume Robustelly in Lüttich.

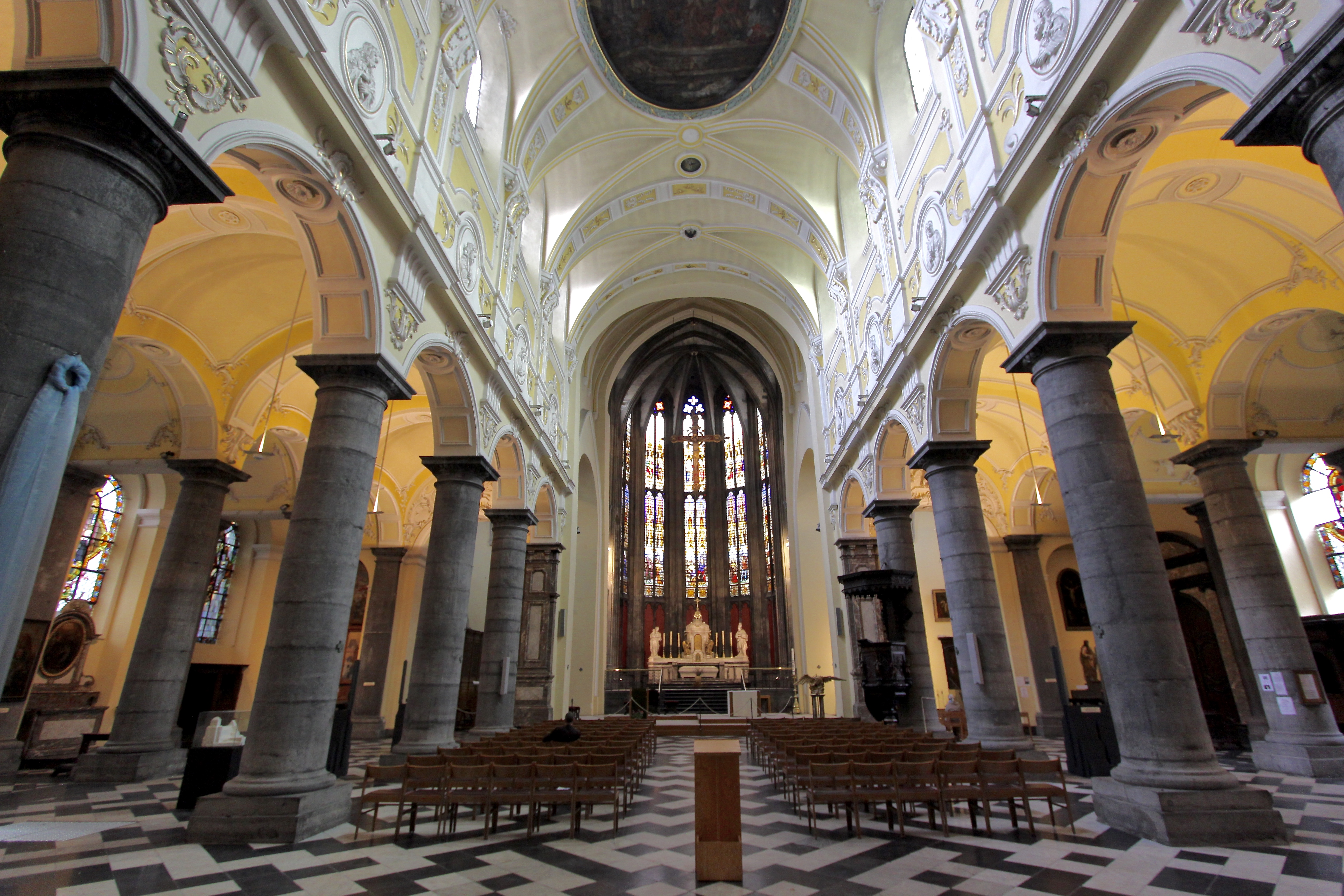
Chor
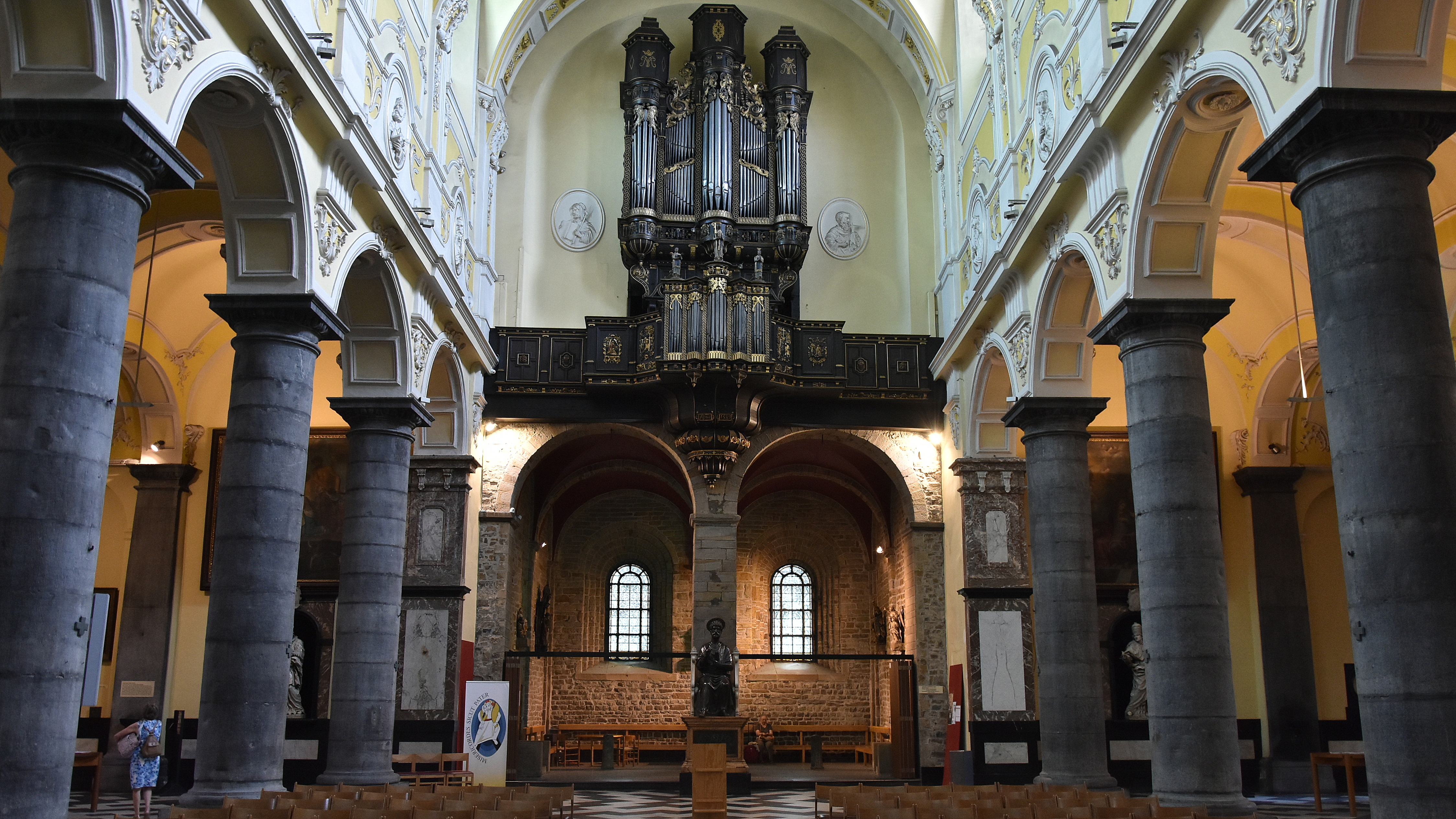
Rückseite des Kirchenschiffes und Orgel
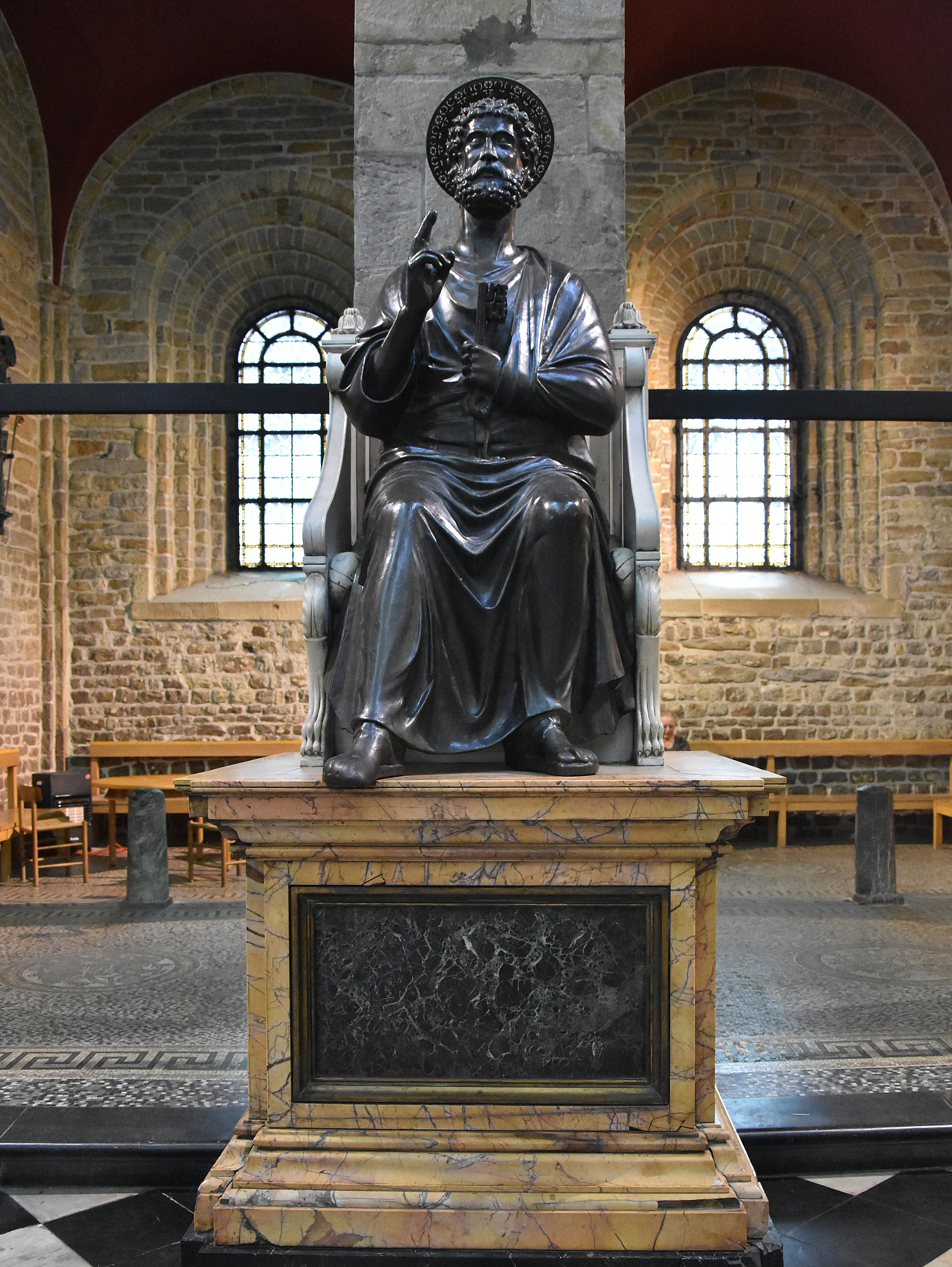
Replika der Bronzestatue des hl. Petrus (1887).
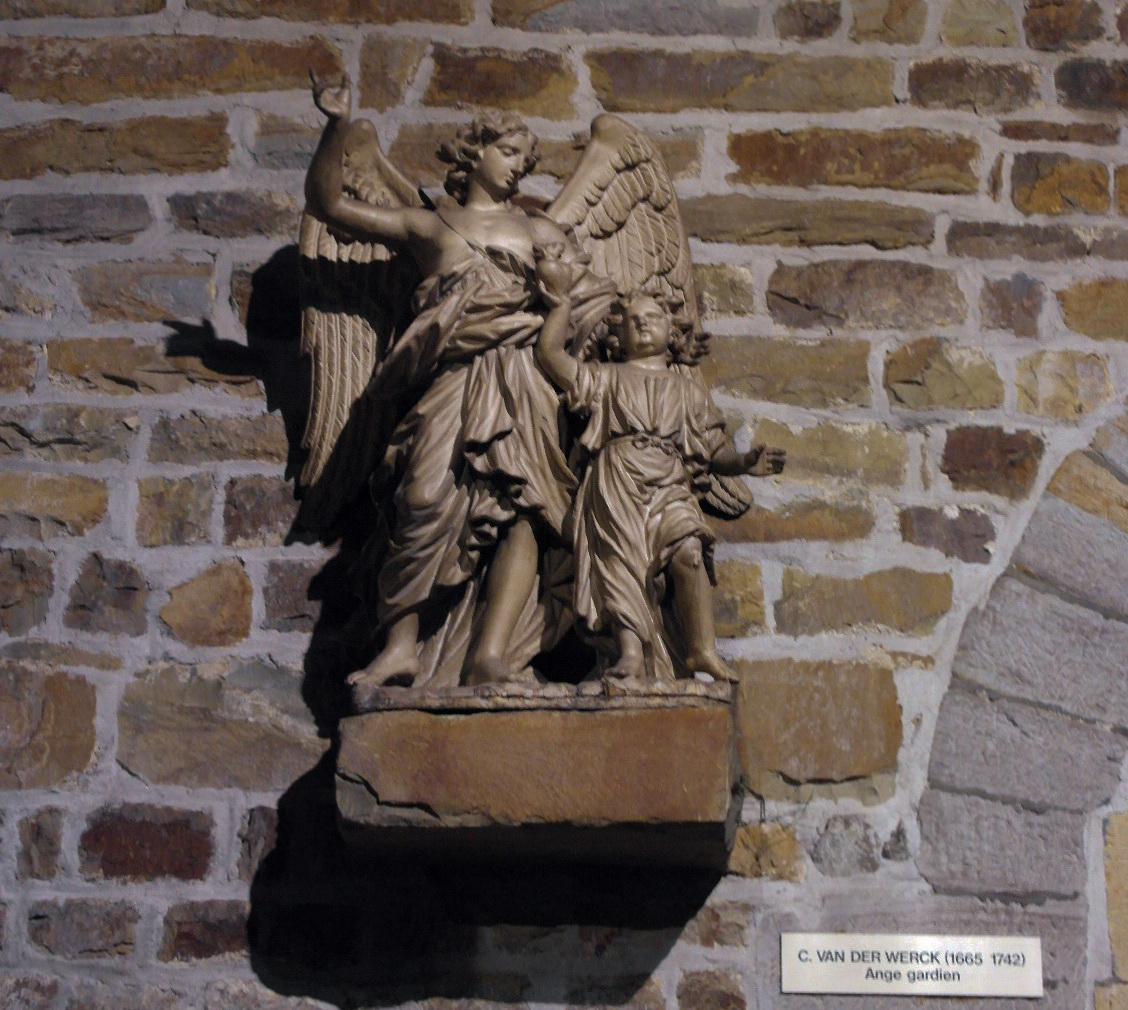
Schutzengel von Cornélis Vander Veken
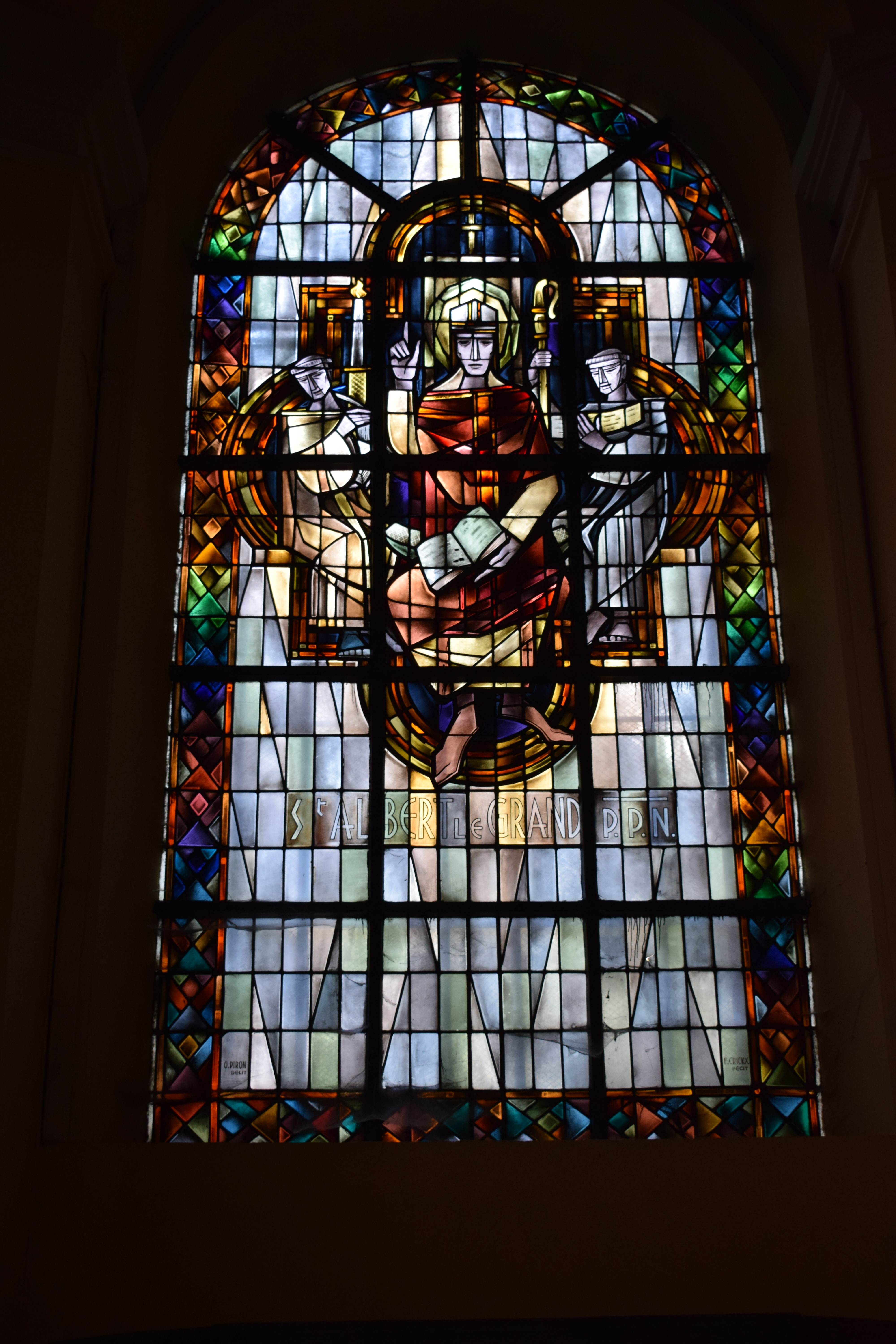
Kirchenfenster mit Albertus Magnus
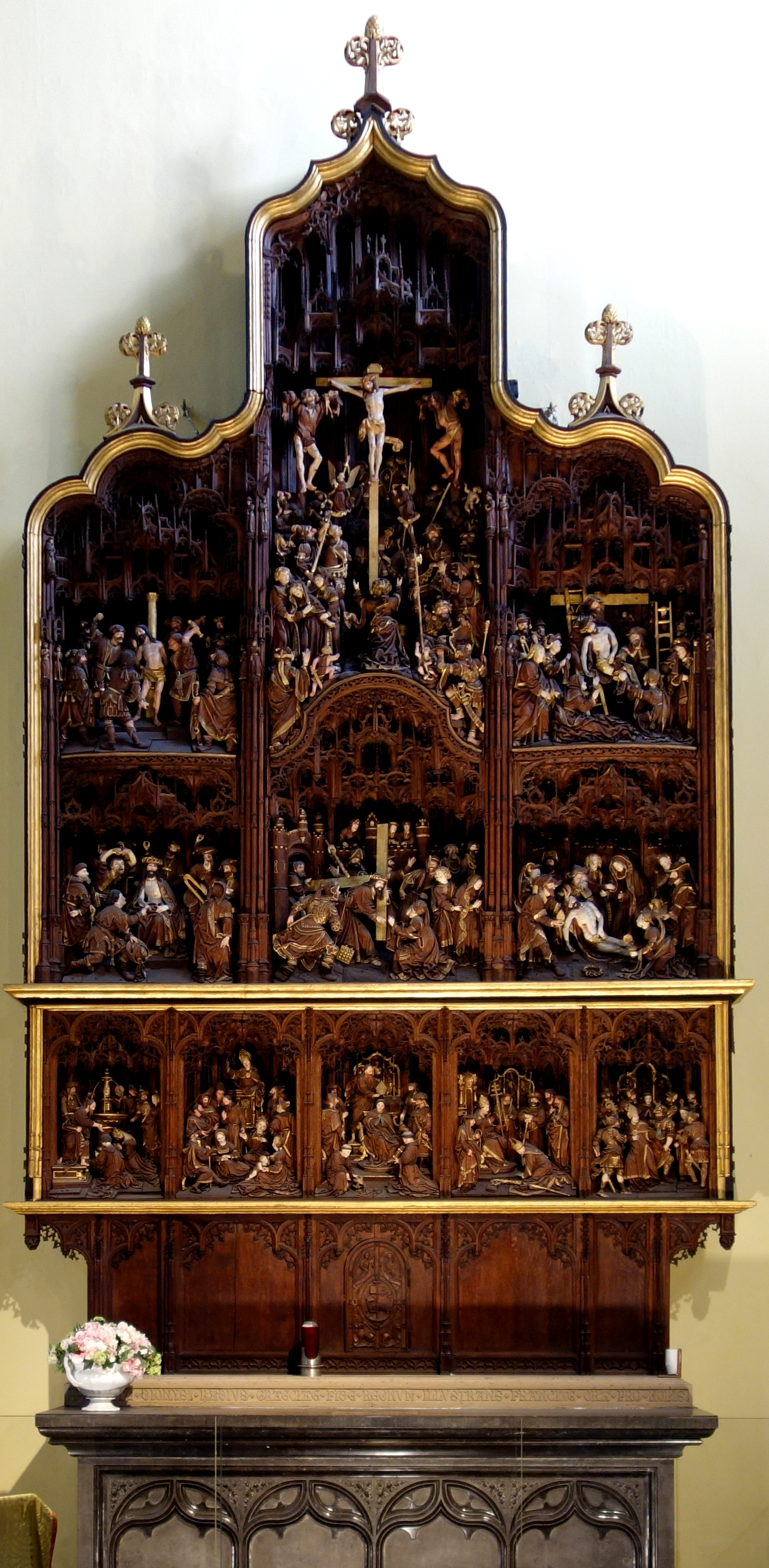
Altarretabel
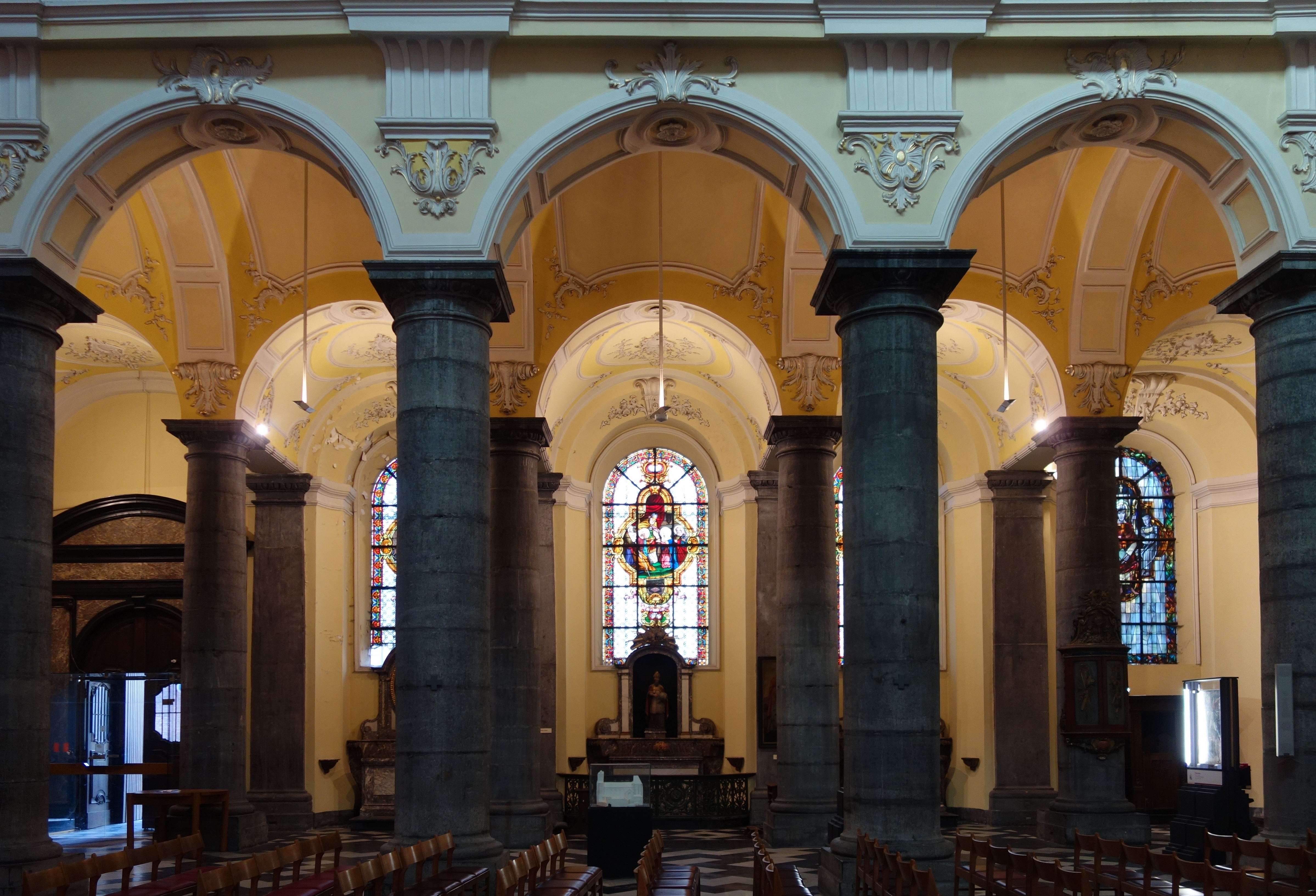
Blick vom rechten ins linke Seitenschiff
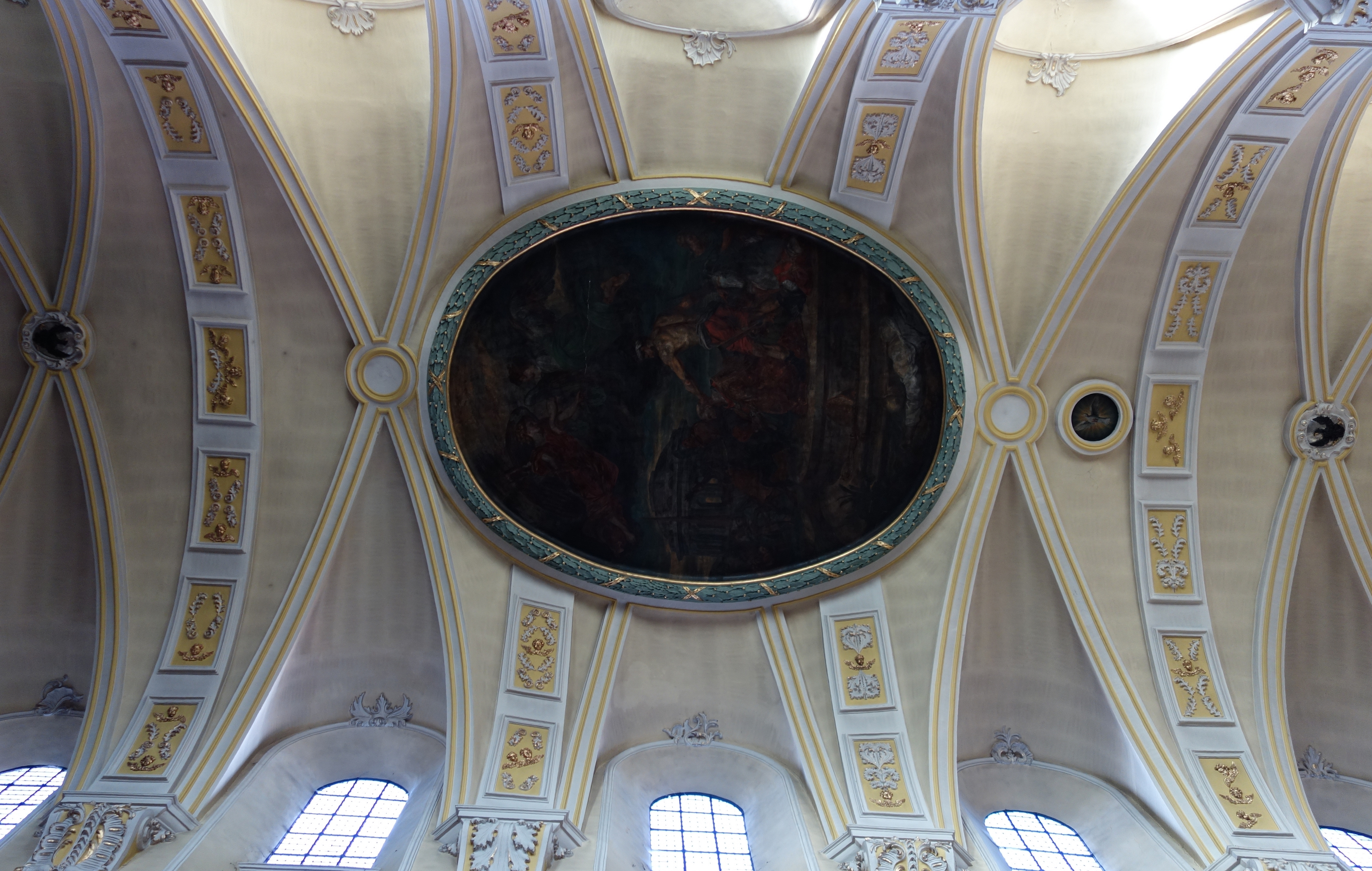
Deckengewölbe

## Trivia
Der Lütticher Komponist André-Ernest-Modeste Grétry erlernte als Ministrant hier die Grundlagen der Musik. Sein Vater François (1714–1768) spielte erste Geige an der Stiftskirche St. Denis.
Der Schriftsteller Georges Simenon wurde in St. Denis im Jahr 1903 getauft.